# Gamma Aquilae

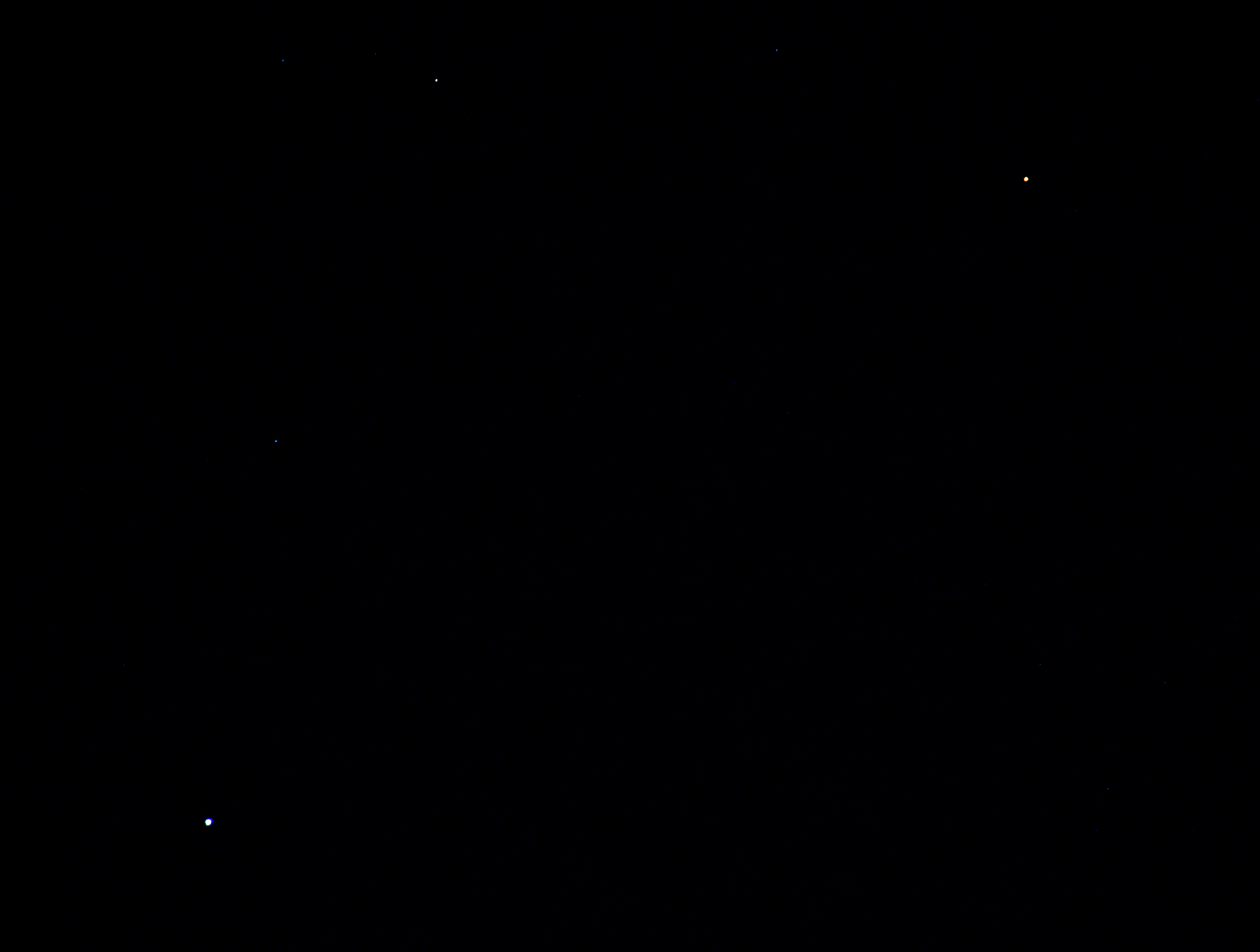
Altair (nere till vänster) och Gamma Aquilae (uppe till höger), den röda jättestjärnan, nästan en miljon gånger större än vår egen sol.

Tarazed eller Gamma Aquilae (γ Aquilae förkortat Gamma Aql, γ Aql), som är stjärnans Bayer-beteckning, är en ensam stjärna i den mellersta delen av stjärnbilden Örnen. Den har en skenbar magnitud på +2,71 och är synlig för blotta ögat. Baserat på parallaxmätningar i Hipparcos-uppdraget på 8,3 mas beräknas den befinna sig på ca 395 ljusårs (121 parsek) avstånd från solen.
Gamma Aquilae bildar tillsammans med Altair (Alfa Aquilae) och Alshain (Beta Aquilae) en asterism som utgör grunden för stjärnbilden Örnen, men som ibland ses självständig, som ett flygplan eller en fågel.

## Nomenklatur
Gamma Aquilae bär det traditionella namnet Tarazed, som kommer från  den persiska termen šāhin tarāzu "strålen av skalan", med hänvisning till en asterism av Alfa, Beta och Gamma Aquillae. Internationella Astronomiska Unionen anordnade 2016 en arbetsgrupp för stjärnnamn (WGSN)  med uppgift att katalogisera och standardisera riktiga namn för stjärnor. WGSN fastställde namnet Tarazed för Gamma Aquilae i augusti 2016 vilket nu ingår i listan över IAU-godkända stjärnnamn.
I stjärnkatalogen i Al Achsasi al Mouakket-kalendern betecknades denna stjärna Menkib al Nesr (منكب ألنسر - mankib al-nasr), som översatts till latin som Humerus Vulturis, vilket betyder örnens "skuldra". 

## Egenskaper
Gamma Aquilae är en gul till orange ljusstark jättestjärna av spektralklass K3 II. som nått ett stadium av sin utveckling där den har förbrukat förrådet av väte i dess kärna och nu fusionerar helium till kol i kärnan för att till sist bli en vit dvärg.   Den har en massa som är ca 5,7 gånger större än solens och en radie som är ca 95 gånger solens. Den utsänder ca 2 540 gånger mera energi än solen från dess fotosfär vid en effektiv temperatur på ca 4 200 K.